# Charles Suin
Charles Suin est un directeur de la photographie français.

## Biographie
Connu en particulier pour sa collaboration avec le réalisateur Jean Boyer, Charles Suin contribue comme chef opérateur à une cinquantaine de films français (et à quelques films italiens ou coproductions), entre 1934 et 1961.
Durant sa carrière, il photographie notamment les acteurs Bourvil (ex. : Garou-Garou, le passe-muraille de Jean Boyer en 1951), Fernandel (ex. : Naïs de Marcel Pagnol et Raymond Leboursier en 1945), ou encore Michel Simon (ex. : Femmes de Paris de Jean Boyer en 1953), entre autres.

## Filmographie complète
Films français, comme directeur de la photographie, sauf mention contraire ou complémentaire

### Réalisations de Jean Boyer
- 1944 : Le Diable au collège (Il diavolo va in collegio)
- 1946 : La Femme fatale
- 1947 : Les Aventures de Casanova
- 1948 : Mademoiselle s'amuse
- 1949 : Une femme par jour
- 1950 : Nous irons à Paris
- 1950 : Le Rosier de madame Husson
- 1951 : Garou-Garou, le passe-muraille
- 1951 : Nous irons à Monte-Carlo (Monte Carlo Baby), coréalisé par Lester Fuller (tourné en deux versions alternatives, française et anglaise)
- 1952 : Coiffeur pour dames
- 1952 : Le Trou normand
- 1953 : Femmes de Paris
- 1953 : Cent francs par seconde
- 1954 : Une vie de garçon
- 1954 : J'avais sept filles
- 1955 : La Madelon
- 1956 : Le Couturier de ces dames
- 1956 : La Terreur des dames ou Ce Cochon de Morin
- 1957 : Sénéchal le magnifique
- 1957 : Mademoiselle et son gang
- 1957 : Le Chômeur de Clochemerle
- 1958 : Les Vignes du Seigneur
- 1959 : Le Confident de ces dames (Psicanalista per signora) (film franco-italien)
- 1959 : L'Increvable
- 1959 : Nina
- 1960 : Bouche cousue

### Autres réalisateurs
- 1934 : Maître Bolbec et son mari de Jacques Natanson
- 1934 : Les Suites d'un premier lit de Félix Gandéra
- 1934 : Judex 34 de Maurice Champreux
- 1935 : Les Gaietés de la finance de Jack Forrester
- 1935 : Jim la Houlette d'André Berthomieu
- 1936 : Un de la légion de Christian-Jaque
- 1937 : Tamara la complaisante de Jean Delannoy et Félix Gandéra
- 1937 : L'amour veille d'Henry Roussell
- 1937 : Le Porte-veine d'André Berthomieu
- 1939 : Le Château des quatre obèses d'Yvan Noé (cadreur)
- 1939 : Eusèbe député d'André Berthomieu
- 1939 : L'Étrange Nuit de Noël d'Yvan Noé
- 1939 : Le Paradis de Satan de Félix Gandéra
- 1939 : Dédé la musique d'André Berthomieu
- 1940 : Sur le plancher des vaches de Pierre-Jean Ducis
- 1941 : Madame Sans-Gêne de Roger Richebé (cadreur)
- 1942 : L'assassin a peur la nuit de Jean Delannoy (cadreur)
- 1943 : La vispa Teresa de Mario Mattoli (film italien)
- 1943 : Ho tanta voglia di cantare de Mario Mattoli (film italien)
- 1945 : Naïs de Marcel Pagnol et Raymond Leboursier
- 1945 : La Grande Meute de Jean de Limur
- 1946 : L'Aventure de Cabassou de Gilles Grangier
- 1947 : La Caissière du grand café d'Antoine Toé (court métrage)
- 1947 : Irma la voyante d'Antoine Toé (court métrage)
- 1948 : Rythmes de Paris d'Henri Verneuil (court métrage)
- 1949 : À la culotte de zouave d'Henri Verneuil (court métrage)
- 1949 : Barry de Richard Pottier
- 1949 : La Kermesse aux chansons d'Henri Verneuil (court métrage)
- 1950 : Le Roi Pandore d'André Berthomieu
- 1950 : Les chansons s'envolent d'Henri Verneuil (court métrage documentaire)
- 1950 : L'Art d'être courtier d'Henri Verneuil
- 1950 : On demande un bandit d'Henri Verneuil (court métrage)
- 1950 : La Petite Chocolatière d'André Berthomieu
- 1950 : La Légende de Terre-Blanche d'Henri Verneuil (court métrage)
- 1950 : Pigalle-Saint-Germain-des-Prés d'André Berthomieu
- 1950 : Chabichou de Jean Perdrix (court métrage)
- 1952 : L'Île aux femmes nues d'Henri Lepage
- 1953 : Le Boulanger de Valorgue d'Henri Verneuil
- 1961 : À rebrousse-poil de Pierre Armand

## Note
1. ↑  Dates et lieux de naissance et de décès inconnus.